# Zooomr
Zooomr est un site Web permettant d'échanger des photos numériques.

## Histoire
Zooomr a été lancé en 2005 par Kristopher Tate et Michael Van Veen de BlueBridge Technologies Group,.
Le 19 juin 2006, Thomas Hawk, photographe et blogger connu, a été embauché par Zooomr en tant que "Chef évangéliste".
Le 17 juillet 2006, Zooomr sort "Zooomr: Mark II" introduisant les "SmartSets", l'amélioration du Geo-tagging et des améliorations dans la vitesse de chargement des pages. Des fonctionnalités telles que les "Notes" ou "Portails" ont été ajoutés le 22 août 2006.
Zooomr a lancé "Zooomr: Mark III" en mai 2007. Le site était en place pendant environ 20 minutes avant de s'écraser en raison d'une défaillance matérielle. Le 3 juin 2007 Mark III a été lancé avec succès avec l'aide de Sun Microsystems et Zoho. Mark III inclus la fonctionnalité "Zipline", un twitter de photos.
Ce site de partage de photos a disparu, sans information officielle clairement visible sur Google.

## Caractéristiques
- aucune limite de téléchargement ou de taille d'image ;
- les images peuvent être classées géographiquement (Geo-tagging) ;
- les images peuvent être associées à de la musique ;
- les images peuvent être associées à des clips YouTube ou Vimeo ;
- choix de la licence des photos ;
- possibilité de tagger les photos avec des personnes ;
- possibilité de personnaliser sa page utilisateur ;
- la fonctionnalité "Zipline" permet aux utilisateurs d'envoyer un message à l'un de leurs contacts ou de voir si un contact ajoute des photos ;
- possibilité de s'inscrire avec OpenID.